# Milo Quesada
Milo Quesada (nacido como Raúl García Alonso) (Buenos Aires, Argentina; 16 de abril de 1930-Madrid, España; 12 de diciembre de 2012) fue un actor argentino.

## Biografía
Comenzó su carrera cinematográfica en su Argentina natal en 1954 con la película Crisol de hombres, a la que siguieron Al sur del paralelo 42 (1955), Surcos en el mar (1956) y Rosaura a las diez (1958). En ese mismo año se instaló en España, donde filmó Las chicas de la Cruz Roja e interpretó el papel de Carlos Gardel en Mi último tango (1960), de Luis César Amadori, donde formó pareja con Sara Montiel. También participó en Pampa salvaje , de Hugo Fregonese. En los años setenta interpretó a Shanghái en El coleccionista de cadáveres, uno de los últimos filmes protagonizados Boris Karloff.
Falleció el 12 de diciembre de 2012 en Madrid a la edad de 82 años.

## Filmografía
| - Crisol de hombres (1954) - Al sur del paralelo 42 (1955) - Rosaura a las diez (1958) - Las chicas de la Cruz Roja (1958) - Un vaso de whisky (1959) - Diego Corrientes (1959) - Mi último tango (1960) - La mentira tiene cabellos rojos (1960) - Los cuervos (1961) - Fuga desesperada (1961) - Las tres caras del miedo (1963) - El mujeriego (1963) - La muchacha que sabía demasiado (1963) - Rivales pero amigos (1963) - El salario del crimen (1964) - Saúl y David (1964) - Jandro (1964) - La víctima número diez (1965) - El salvaje Kurdistán (1965) - La ley del Colt (1965) - Hagan juego, señoras (1965) - Pampa salvaje (1966) - Mestizo (1966) - El solitario pasa al ataque (1966) - Oro maldito (1967) | - La casa de las mil muñecas (1967) - Los profesionales de la muerte (1967) - Los largos días de la venganza (1967) - El hombre que mató a Billy el Niño (1967) - Salario para matar (1968) - Dos veces Judas (1968) - Un diablo bajo la almohada (1968) - Talento por amor (1969) - El crimen también juega (1969) - La batalla del último Panzer (1969) - Un hombre solo (1969) - El proceso de las brujas (1970) - El coleccionista de cadáveres (1970) - Chicas de club (1970) - ¡Viva la aventura! (1970) - Capitán Apache (1971) - Trágica ceremonia en Villa Alexander (1972) - El vikingo (1972) - Dans la poussière du soleil (1972) - El chulo (1974) - Los muertos, la carne y el diablo (1974) - Yo soy Fulana de Tal (1975) - El adúltero (1975) - Ambiciosa (1975) |